# Jadwiga Dackiewicz

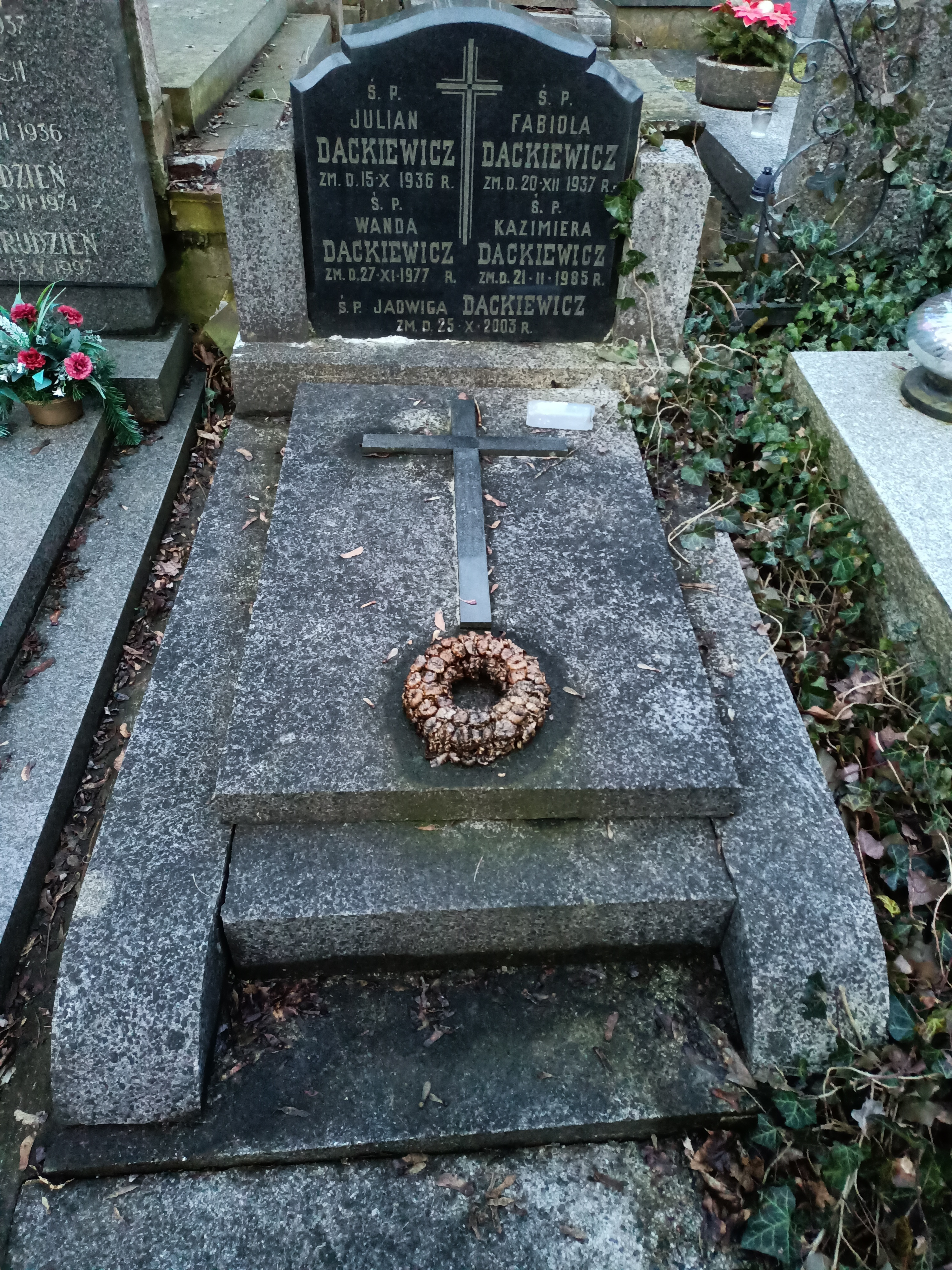
Grób Jadwigi Dackiewicz na cmentarzu Powązkowskim w Warszawie

Jadwiga Dackiewicz (ur. 6 marca 1920 w Warszawie, zm. 25 października 2003 tamże) – polska prozaiczka, eseistka, tłumaczka poezji francuskiej.

## Życiorys
Urodziła się w nauczycielskiej rodzinie Józefa Dackiewicza i Stanisławy z domu Podhajna. Ukończyła w 1939 Gimnazjum i Liceum św. Zofii w Warszawie. 
W czasie okupacji niemieckiej przebywała w Warszawie.
W latach 1945–1949 studiowała filologię romańską na Uniwersytecie Warszawskim. Debiutowała w 1948 w prasie literackiej jako tłumaczka poezji francuskiej. Po studiach pracowała jako korektorka w czasopiśmie „Płomień”. W latach 1949–1957 była redaktorem w Państwowym Instytucie Wydawniczym. 
Wydała kilka biografii. Opublikowała antologię Francuska poezja miłosna. Przełożyła Pieśni Marie de France i Pieśń o Rolandzie.
W latach 1955–1983 należała do Związku Literatów Polskich, w 1967 została członkinią Polskiego PEN Clubu, od 1989 w Stowarzyszeniu Pisarzy Polskich.
W styczniu 1976 roku podpisała list protestacyjny do Komisji Nadzwyczajnej Sejmu PRL przeciwko zmianom w Konstytucji Polskiej Rzeczypospolitej Ludowej.
Zmarła w Warszawie, pochowana na cmentarzu Powązkowskim (kwatera 348-4-16).

## Twórczość
- 1962: Odmiany miłości
- 1966: W romantycznym Paryżu
- 1970: Luwr
- 1971: Paryż zdradzony, czyli Izabela Czartoryska
- 1973: Belwederczyk w Paryżu
- 1974: O Francji, o tęsknocie, czyli każdy kochał inaczej
- 1974: Sobiescy w zamkach nad Loarą
- Synowie Napoleona (Wydawnictwo Łódzkie)
  - 1976: Książę Reichstadtu – Napoleon II
  - 1978: Aleksander Walewski
- 1978: Romantyczni w Italii
- 1978: Generał i muzy
- 1983: W gnieździe Bonapartych
- 1983: Faworyty władców Francji (Wydawnictwo Lubelskie)

## Nagrody
- nagroda PEN Clubu dla tłumaczy (1992)
- nagroda literacka ZAiKS-u dla tłumaczy (1998)[5]